# 约亨·莱尔歇
约亨·莱尔歇（德語：Jochen Lerche，1973年3月21日—），德国男子赛艇运动员。他曾代表德国参加1995年世界赛艇锦标赛，获得男子八人单桨有舵手金牌。他也在1991年世界青年赛艇锦标赛上获得一枚铜牌。